# رافاييل بيتينكورت
رافاييل بيتينكورت (بالبرتغالية: Rafael Bittencourt‏) هو عازف قيثارة جاز وعازف قيثارة وملحن برازيلي، ولد في 22 أكتوبر 1971 في ساو باولو في البرازيل.

## وصلات خارجية
- رافاييل بيتينكورت على موقع IMDb (الإنجليزية)
- رافاييل بيتينكورت على موقع ميوزك برينز (الإنجليزية)
- رافاييل بيتينكورت على موقع ديسكوغز (الإنجليزية)
- الموقع الرسمي